# Yves Saint Laurent (marca)
Yves Saint Laurent o YSL es una casa de moda fundada por Yves Saint Laurent (1936-2008) y su compañero Pierre Bergé. Actualmente su jefe de diseño es Anthony Vaccarello.

## Historia
La empresa fue fundada por Yves Saint Laurent y Pierre Bergé en 1961. Durante la década de los 60 y 70, del siglo XX, la marca popularizó tendencias como el atuendo "Beatnik", chaquetas de safari para hombre y mujer, pantalones ajustados y botas con espinilleras altas, incluyendo la creación del que es discutiblemente el traje clásico tipo tuxedó para mujer más famoso en 1966, Le Smoking.
Entre sus colecciones más memorables están la Pop Art, la Ballet Russes, la Picasso y la China. También popularizó la idea de usar siluetas de los años 1920, 30 y 40. Fue el primero, en 1966, en popularizar la ropa lista-para-usar Prêt-à-porter en un intento de democratizar la moda, con su línea de ropa Rive Gauche y la tienda del mismo nombre. También fue la primera casa en usar modelos de raza negra en sus desfiles.
Entre las musas de St. Laurent se encontraban Loulou de La Falaise, Betty Catroux, Talitha Pol-Getty y Catherine Deneuve. La marca también fue promocionada entre las clases altas de Europa por Diane Boulting-Casserley Vandelli a fines de la deácada de 1970 e inicios de los 80.
En 1993, YSL fue vendida a la compañía farmacéutica Sanofi por USD$600 millones. En 1999, Gucci compró la marca y pidió a Tom Ford que diseñara las colecciones Prêt-à-porter (listo para usar), mientras que Yves continuaría diseñando las colecciones de Haute Couture (alta costura).
En 2002, tras años de salud precaria, abuso de drogas, depresión, alcoholismo y críticas a sus diseños, Yves cerró su ilustre casa de moda. Aunque la casa ya no existe, la marca sigue vigente y es mantenida por el Grupo Gucci. La línea Prêt-à-porter aún se produce, bajo la dirección de Hedi Slimane. Anteriormente fue dirigida por Stefano Pilati, tras la partida de Tom Ford en 2004.

## Directores creativos
| Diseñador          | Años (Temporadas) | Líneas                      | Origen         | Notas                                                  |
| ------------------ | ----------------- | --------------------------- | -------------- | ------------------------------------------------------ |
| Yves Saint Laurent | 1962-2002         | Pret-à-porter, Alta costura | Francia        | Fundador                                               |
| Alber Elbaz        | 1998-1999         | Pret-à-porter, Alta costura | Marruecos      |                                                        |
| Tom Ford           | 1999-2004         | Pret-à-porter, Alta costura | Estados Unidos | Tuvo varios conflictos con los fundadores de la marca. |
| Stefano Pilati     | 2005-2012         | Pret-à-porter, Alta costura | Italia         |                                                        |
| Hedi Slimane       | 2013- 2016        | Pret-à-porter               | Francia        |                                                        |
| Anthony Vaccarello | 2016-presente     | Pret-à-porter               | Bélgica        |                                                        |